# Condado de Allendale
El condado de Allendale (en inglés: Allendale County, South Carolina), fundado en 1919, es uno de los 46 condados del estado estadounidense de Carolina del Sur. En el año 2000 tenía una población de 11 211 habitantes con una densidad poblacional de 11 personas por km². La sede del condado es Allendale.

## Geografía
Según la Oficina del Censo, el condado tiene un área total de 1070 km² (413,1 mi²), de la cual 1057 km² (408,1 mi²) es tierra y 10 km² (3,9 mi²) es agua.

### Condados adyacentes
- Condado de Bamberg noreste
- Condado de Colleton este
- Condado de Hampton sureste
- Condado de Screven suroeste
- Condado de Burke oeste
- Condado de Barnwell noroeste

## Economía
El Condado de Allendale basa su economía en la agricultura. Sus productos principales son algodón, sojas, sandía y melón. La importación de la madera también es importante, principalmente para pasta de papel.

## Demografía
En el 2000 la renta per cápita promedia del condado era de $20 898, y el ingreso promedio para una familia era de $27 348. El ingreso per cápita para el condado era de $11 293. En 2000 los hombres tenían un ingreso per cápita de $25 930 contra $20 318 para las mujeres. Alrededor del 34.50% de la población estaba bajo el umbral de pobreza nacional.

## Las elecciones presidenciales
El condado ha sido consistente en la votación presidencial demócrata desde 1976 y fue uno de los condados para ser transportado por Walter Mondale en 1984.

## Lugares

### Ciudades y pueblos
- Allendale
- Fairfax
- Sycamore
- Ulmer

### Comunidades no incorporadas
- Martin